# 東部安那托利亞地區

東部安那托利亞地區在土耳其的位置

東部安那托利亞地區（土耳其語：Doğu Anadolu Bölgesi）是土耳其的七個地理分區之一，位於該國的東側。該地區多數位於亞美尼亞高原，有著七個分區中最高的平均海拔，也是七分區中最大的地理分區，面積達146,330平方千米，但是人口密度為七分區之末，2014年該地區有5,906,565的人口。該地區原本被稱為西亞美尼亞，但在亞美尼亞種族大屠殺發生後，變被換為現今的名稱。